# Micropsectra notescens
Micropsectra notescens är en tvåvingeart som först beskrevs av Walker 1856.  Micropsectra notescens ingår i släktet Micropsectra och familjen fjädermyggor. Arten är reproducerande i Sverige. Inga underarter finns listade i Catalogue of Life.